# 1926 în științifico-fantastic

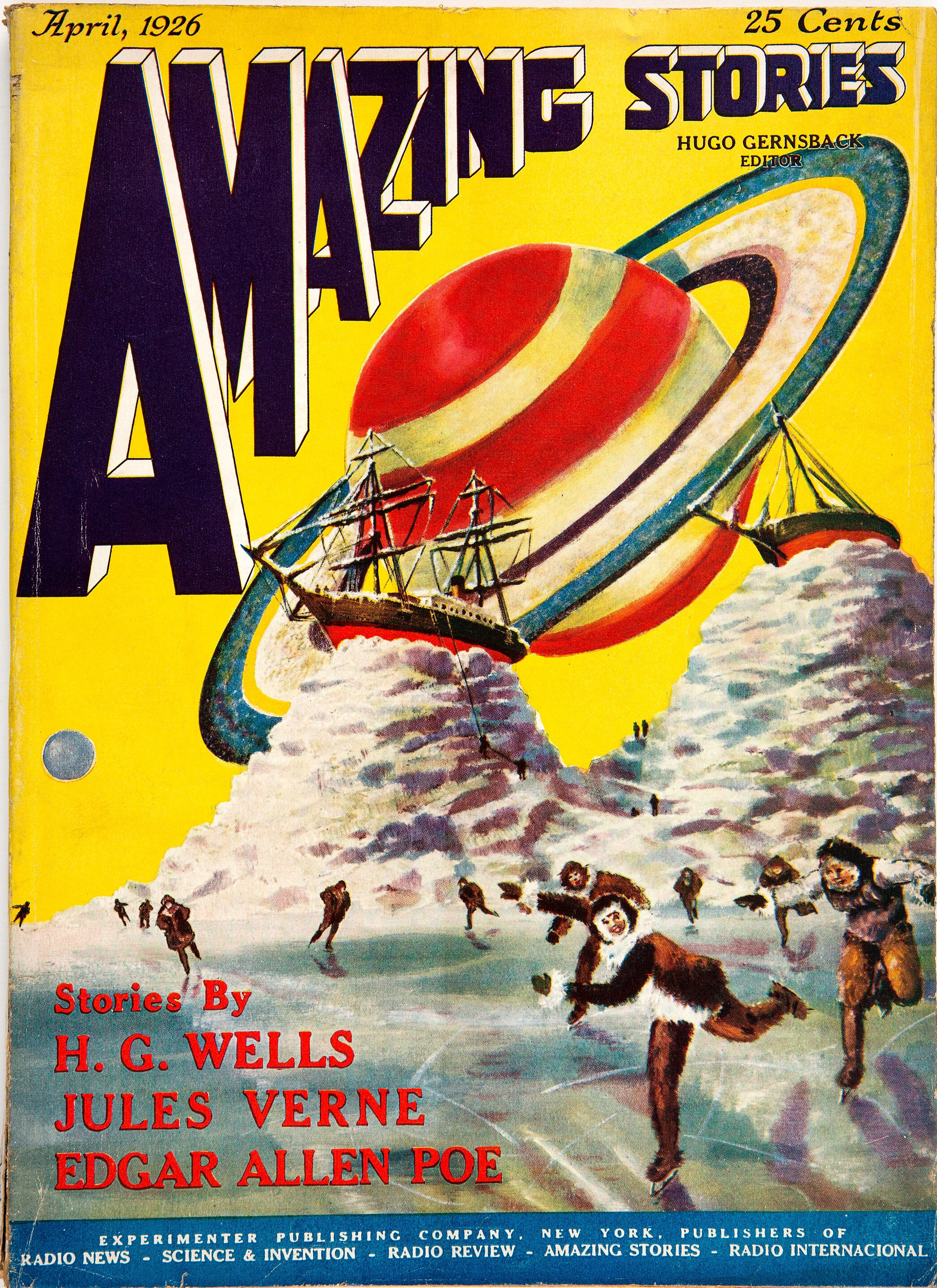
Primul număr al revistei Amazing Stories din aprilie 1926

- 1925 în științifico-fantastic — 1926 în științifico-fantastic — 1927 în științifico-fantastic

1926 în științifico-fantastic a implicat o serie de evenimente:
- aprilie. Hugo Gernsback a publicat primul număr al revistei americane Amazing Stories

## Nașteri și decese

### Nașteri
- Lino Aldani (d. 2009)[1]
- Genrich Altshuller (d. 1998) - publicat în română sub pseudonimul G. Altov
- Poul Anderson (d. 2001)
- Eberhardt del’Antonio (d. 1997)
- Ángel Arango (d. 2013)
- Janet Asimov  (d. 2019)
- Camil Baciu (d. 2005)
- Oles Berdnyk (d. 2003)
- Howard Berk
- Klaus Beuchler (d. 1992)
- Rosel George Brown (d. 1967)
- Kay Cicellis (d. 2001)
- Edmund Cooper (d. 1982)
- Richard Cowper alias John Middleton Murry, Jr. alias Colin Murry (d. 2002)[2]
- Constantin Cubleșan
- John Dalmas, Pseudonimul lui John Robert Jones (d. 2017)
- Herbert Erdmann (d. 1996)
- Ludmilla Freiová
- Herbert Friedrich
- Richard Funk
- Phyllis Gotlieb (d. 2009)
- Jimmy Guieu, scriitor francez (d. 2000)[3]
- Dieter Hasselblatt (d. 1997)
- Richard Hey (d. 2004)
- Christopher Hodder-Williams (d. 1995)
- Shin’ichi Hoshi (d. 1997)
- Richard Matheson  (d. 2013)[4]
- Anne McCaffrey (d. 2011) -  seria Dragonriders of Pern[5]
- Gilda Musa (d. 1999)
- Josef Nesvadba (d. 2005)
- Frank M. Robinson (d. 2014)[6]
- William Rotsler (d. 1997)
- Hilbert Schenck (d. 2013)
- Thomas N. Scortia (d. 1986)
- Robert Tralins (d. 2010)
- Per Wahlöö (d. 1975)
- William Walling

## Cărți

### Romane
- The Land of Mist de Arthur Conan Doyle
- Insula corăbiilor naufragiate de Aleksandr Beleaev
- Stăpânul lumii de Aleksandr Beleaev

## Filme
| Titlu            | Regizor                          | Distribuție    | Țara | Sub-Gen /Note |
| ---------------- | -------------------------------- | -------------- | ---- | ------------- |
| He Done His Best | Charles Bowers, Harold L. Muller | Charles Bowers |      |               |
|                  |                                  |                |      |               |